# Lumbrales
Lumbrales é um município da Espanha na província de Salamanca, comunidade autónoma de Castela e Leão, de área 69,94 km² com população de 2011 habitantes (2007) e densidade populacional de 29,32 hab/km².
O Luso-Espanhol Ricardo Pinto da Costa y Bartól foi agraciado em Espanha com o título de 1.º Conde de Lumbrales, reconhecido em Portugal.

## Demografia
| Variação demográfica do município entre 1991 e 2004 | Variação demográfica do município entre 1991 e 2004 | Variação demográfica do município entre 1991 e 2004 | Variação demográfica do município entre 1991 e 2004 |
| --------------------------------------------------- | --------------------------------------------------- | --------------------------------------------------- | --------------------------------------------------- |
| 1991                                                | 1996                                                | 2001                                                | 2004                                                |
| 2443                                                | 2315                                                | 2111                                                | 2049                                                |